# Dioratus
Dioratus war ein antiker römischer Toreut (Metallbildner), der in frühflavischer Zeit in Gallien tätig war.
Dioratus ist heute nur noch aufgrund von zwei Signaturstempeln auf Bronzekasserollen bekannt, die in den ehemaligen Nordwestprovinzen des Römischen Reichs gefunden wurden. Die Signatur lautete lateinisch DEORATVS F, ergänzt zu Deoratus f(ecit), Deoratus hat es gemacht. Bei den Stücken handelt es sich um:
1. Bronzekasserolle, gefunden in Tal der Saône; heute im Musée des Antiquités Nationales in Saint-Germain-en-Laye.[1]
2. Bronzekasserolle, gefunden im Ehein bei der Driel'schen Fähre (Drielsche Veer) bei Doorwerth, Provinz Gelderland; heute im Rijksmuseum van Oudheden in Leiden.[2]

## Einzelbelege
1. ↑  Inventarnummer 79132; Richard Petrovszky: Studien zu römischen Bronzegefäßen mit Meisterstempeln. Leidorf, Buch am Erlbach 1993, S. 255, Nr. D.02.01.
2. ↑  Inventarnummer 95/10.9; Richard Petrovszky: Studien zu römischen Bronzegefäßen mit Meisterstempeln. Leidorf, Buch am Erlbach 1993, S. 255, Nr. D.02.02; CIL 13, 10027,21.

| Personendaten    | Personendaten                      |
| ---------------- | ---------------------------------- |
| NAME             | Dioratus                           |
| KURZBESCHREIBUNG | antiker römischer Toreut           |
| GEBURTSDATUM     | 1. Jahrhundert                     |
| STERBEDATUM      | 1. Jahrhundert oder 2. Jahrhundert |